# 尼尔斯·福斯
尼尔斯·福斯（挪威語：Nils Voss，1886年2月22日—1969年10月7日），挪威男子竞技体操运动员。他曾代表挪威获得1912年夏季奥运会体操比赛男子团体自由式金牌。他于1969年在桑内斯去世。